# Godesberger Bach
Der Godesberger Bach, im Oberlauf für 4,5 km Arzdorfer Bach, ist ein 15,5 km langer, linker Nebenfluss des Rheins in Nordrhein-Westfalen, Deutschland.

## Geographie

### Verlauf

#### Arzdorfer Bach
Der Bach entspringt als Arzdorfer Bach in Fritzdorf, einem Ortsteil von Wachtberg, auf einer Höhe von 220 m ü. NHN. Zunächst nach Norden abfließend, erreicht der Bach nach etwa einem Kilometer Flussstrecke die Ortschaft Arzdorf, die für den Oberlauf namengebend ist. Weiter in nördliche Richtungen durch das Drachenfelser Ländchen fließend, passiert der Bach Klein Villip und den Grimmersdorfer Hof. Hier wendet sich der Lauf in nordöstliche Richtungen. Unterhalb der Mündung des großen Baches bei der Burg Gudenau ist der Bach als Godesberger Bach verzeichnet.

#### Godesberger Bach
Etwa 600 Meter weiter erreicht der Godesberger Bach den nordwestlichen Ortsrand von Villip und wenig später Pech. Begleitet von der Landesstraße L158, passiert der Bach die ehemalige Wattendorfer Mühle und erreicht Bad Godesberg. Hier ist der Bach streckenweise kanalisiert. Nördlich der Moltkestraße kommt der Bach wieder an die Oberfläche. Im Leserpark mündet der Godesberger Bach auf 48 m ü. NHN bei km 647,88 linksseitig in den Rhein.

### Einzugsgebiet und Zuflüsse
Das 36,3 km² große Einzugsgebiet wird über den Rhein zur Nordsee entwässert.
Im Folgenden werden die Nebenflüsse des Godesberger Bachs in der Reihenfolge von der Quelle zur Mündung genannt, so wie sie im Gewässerverzeichnis NRW genannt werden.
| Stat. in km | Name                    | GKZ       | Lage   | Länge in km | EZG in km² | Mündungshöhe in m ü. NHN |
| ----------- | ----------------------- | --------- | ------ | ----------- | ---------- | ------------------------ |
| 015,0760    | N. N.                   | 27196 ??  | rechts | 002,1000    |            | 20200000                 |
| 014,7700    | Godesberger Bach        | 27196 ??  | links0 | 000,9000    |            | 19800000                 |
| 014,2880    | Ringgraben              | 27196 16  | links0 | 001,0000    |            | 19200000                 |
| 011,0780    | Der große Bach          | 27196 18  | links0 | 000,9000    | 0000,7890  | 15900000                 |
| 009,9960    | Ölbach                  | 27196 2   | rechts | 003,0000    | 0003,5760  | 13900000                 |
| 008,1270    | Seibach                 | 27196 4   | rechts | 001,7000    | 0001,6560  | 11800000                 |
| 007,2200    | Milchpützbach           | 27196 52  | links0 | 001,4000    |            | 10900000                 |
| 007,0810    | Heltenbach              | 27196 6   | rechts | 002,8000    | 0003,8860  | 10700000                 |
| 006,7130    | Compbach                | 27196 72  | links0 | 001,2000    | 0000,7600  | 10400000                 |
| 006,0400    | Frohnholzbach           | 27196 73? | rechts | 000,7000    | 0000,3000  | 10000000                 |
| 005,8200    | Roßsiefenbach           | 27196 74  | links0 | 000,9000    |            | 9700000                  |
| 005,3000    | Hottesbach              | 27196 7?  | rechts | 000,7000    |            | 9200000                  |
| 004,8000    | Sandkaulbach            | 27196 7?  | rechts | 000,6000    |            | 9000000                  |
| 004,3760    | Venner Bach             | 27196 8   | links0 | 001,6000    | 0001,5120  | 8300000                  |
| 004,2850    | Fuderbach               | 27196 92  | rechts | 001,0000    |            | 8200000                  |
| 004,0650    | Keltersbaumbach         | 27196 94  | links0 | 001,3000    |            | 7900000                  |
| 003,6060    | Altarm Godesberger Bach | 27196 952 | rechts | 000,5000    |            | 7200000                  |

## Geschichte
Um 1610 wurde der Godesberger Bach in einem Kanal entlang der damaligen Cöln-Mainzer Landstraße (später Coblenzerstraße; heute Bundesstraße 9) bis nach Bonn verlängert. Zunächst an der Ostseite der Straße verlaufend, verließ er diese erst am Hofgarten, wo er ab dem 18. Jahrhundert ein Wasserbassin speiste. Dieser Nebenarm des Godesberger Bachs betrieb einige Mühlen, darunter die kurfürstliche Mühle im Bereich des heutigen Opernhauses und im Jahre 1860 eine der Firma Zuntz. Jeweils eigene Brücken verbanden die im 19. Jahrhundert entstandenen Villen am Bonner Rheinufer mit der Coblenzerstraße, vor dem heutigen Gelände des Auswärtigen Amtes am Beginn der diagonal zum Leinpfad führenden Plittersdorfer Gasse auch eine öffentliche (Stand: 1846). Ende der 1880er-Jahre wurde der künstlich angelegte Bachlauf beseitigt und an seiner Stelle ein Bürgersteig errichtet. Das ehemalige Kanalbett des Godesberger Bachs wurde ab 1892 von der seinerzeit neu eröffneten Eisenbahnstrecke von Bonn nach Godesberg genutzt.

## Hochwasserrisiko
Der Godesberger Bach führt bei Starkregen regelmäßig Hochwasser und gehört mit dem umliegenden Gelände zu den von der Bezirksregierung Köln ausgewiesenen Überschwemmungsgebieten.